# Karangwangi (Depok)
Karangwangi is een bestuurslaag in het regentschap Cirebon van de provincie West-Java, Indonesië. Karangwangi telt 5348 inwoners (volkstelling 2010).